# Aníbal Moreira
Pour les articles homonymes, voir Moreira.
Aníbal Moreira, né le 17 septembre 1966 à Luanda, en Angola, est un joueur angolais de basket-ball, évoluant au poste d'ailier. 

## Palmarès
- Champion d'Afrique 1992